# Eschen
Eschen é um município ou comunidade no norte de Liechtenstein. Eschen é quarta maior cidade do Liechtenstein.